# 1953

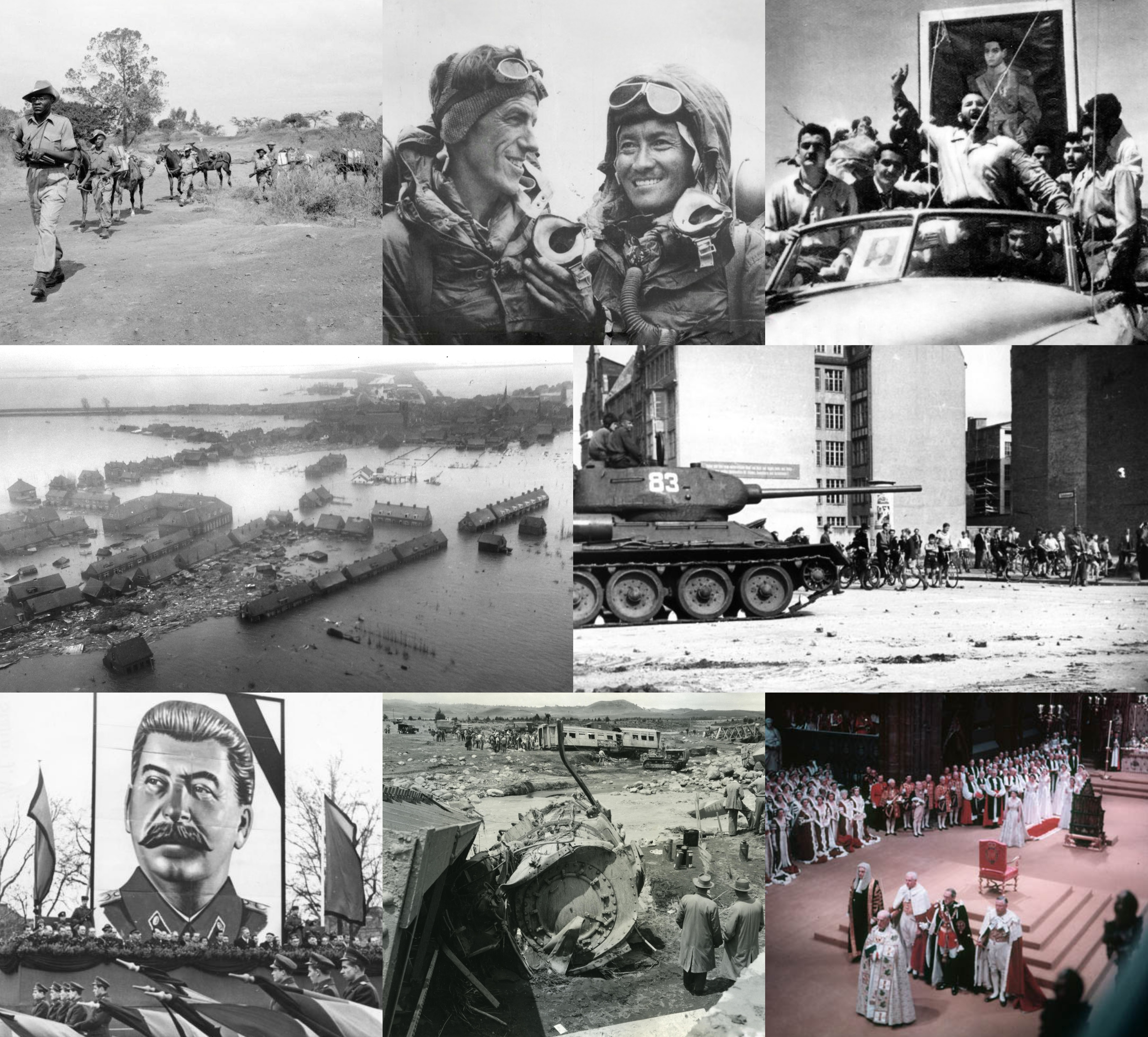

1953 (MCMLIII) là một năm thường bắt đầu vào Thứ năm của lịch Gregory, năm thứ 1953 của Công nguyên hay của Anno Domini, the năm thứ 953  của thiên niên kỷ 2, năm thứ 53  của thế kỷ 20, và năm thứ  4   của thập niên 1950. 

## Sự kiện

### Tháng 1
- 20 tháng 1: Dwight David Eisenhower nhận chức tổng thống Hoa Kỳ thứ 34

### Tháng 2
- 11 tháng 2: Liên Xô cắt đứt quan hệ ngoại giao với Israel sau vụ nổ bom tại Đại sứ quán Liên Xô.

### Tháng 3
- 5 tháng 3: Lãnh tụ Liên Xô Iosif Vissarionovich Stalin qua đời, hưởng thọ 74 tuổi.

### Tháng 4
- 8 tháng 4: Mở đầu chiến dịch Thượng Lào.
- 12 tháng 4: Quân giải phóng tiến công sang Lào. Chính phủ Vương quốc Lào lên án "Việt Minh xâm lược".

### Tháng 5
- 7 tháng 5: Navarre làm tổng chỉ huy quân viễn chinh Pháp tại Đông Dương.
- 18 tháng 5: kết thúc chiến dịch Thượng Lào.
- 21 tháng 5: Navarre sang thăm Đông Dương, điều tra tình hình chiến trường.

### Tháng 6
- 3 tháng 6: Thành lập giáo hội Phật giáo tại Trung Quốc.
- 18 tháng 6: Thành lập nước cộng hòa Ai Cập. Liên Xô điều quân đến Đông Đức trấn áp phản động.

### Tháng 7
- 13 tháng 7: Chiến dịch Kim Thành tại Triều Tiên.
- 18 tháng 7: Thực dân Pháp mở cuộc hành quân Hirondelle tấn công Lạng Sơn và Quảng Trị.
- 24 tháng 7: Kế hoạch Navarre ra đời.
- 26 tháng 7: Tại Cuba, Fidel Alejandro Castro Ruz chỉ huy cuộc tấn công tại lính Thánh Địa A Ka.
- 27 tháng 7: hiệp định đình chiến được ký kết tại Bàn Môn Điếm kết thúc cuộc chiến tranh Triều Tiên.

### Tháng 8
- 23 tháng 8: Xảy ra Kim Môn pháo chiến.

### Tháng 10
- 15 tháng 10: Thực dân Pháp mở Cuộc hành quân Moutte vào Ninh Bình và Thanh Hóa, mở đầu chiến dịch Ninh Bình.

### Tháng 11
- 6 tháng 11: Kết thúc chiến dịch Ninh Bình.
- 20 tháng 11: Mở đầu cuộc hành quân Cástor.
- 22 tháng 11: Kết thúc cuộc hành quân Cástor.
- 26 tháng 11: Hồ Chí Minh tuyên bố muốn đàm phán kết thúc chiến tranh Đông Dương với thực dân Pháp.

### Tháng 12
- 10 tháng 12: Quân giải phóng tiến công thị xã Lai Châu.

## Sinh

### Tháng 1
- 24 tháng 1: Moon Jae-in, tổng thống thứ 12 của Hàn Quốc
- 29 tháng 1: Đặng Lệ Quân, ngôi sao nổi tiếng và có tầm ảnh hưởng của Đài Loan (m. 1995)

### Tháng 2
- 4 tháng 2: Kitarõ (Takahashi Masanori), nhà soạn nhạc, nhà sản xuất thu thanh, nhà phối khí người Nhật Bản
- 20 tháng 2: Chân Ni, ca sĩ, diễn viên và nhà sản xuất người Ma Cao

### Tháng 4
- 11 tháng 4: Andrew Wiles, nhà toán học người Anh

### Tháng 6
- 15 tháng 6: Tập Cận Bình, Tổng bí thư Đảng Cộng sản Trung Quốc, Chủ tịch nước Cộng hòa Nhân dân Trung Hoa

### Tháng 7
- 29 tháng 7: Lê Bình, diễn viên, soạn giả, đạo diễn sân khấu, họa sĩ tuyên truyền cổ động Việt Nam (m. 2019)

### Tháng 9
- 1 tháng 9: Nguyễn Tiến, nhạc sĩ Việt Nam (m. 2021)

### Tháng 10
- 1 tháng 10: Peter Abbott, cầu thủ bóng đá người Anh
- 15 tháng 10: Tito Jackson (Toriano Adaryll Jackson), ca sĩ, nghệ sĩ guitar người Mỹ, thành viên nhóm The Jackson 5, anh trai danh ca Michael Jackson (m. 2024)

### Tháng 12
- 28 tháng 12: Richard Clayderman, nghệ sĩ dương cầm Pháp

### Không rõ ngày, tháng
- Vũ Đức, nghệ sĩ hài người Việt Nam (m. 2024)[1]

## Mất
- 2 tháng 1 - Guccio Gucci (sinh 1881)
- 5 tháng 3 - Joseph Stalin (sinh 1878)
- 9 tháng 7 - Nguyễn Thị Năm (Cát Hanh Long)
- 19 tháng 12 - Robert Millikan, nhà vật lý người Mỹ (s. 1868)

## Giải Nobel
- Vật lý - Frits (Frederik) Zernike
- Hóa học - Hermann Staudinger
- Y học - Hans Adolf Krebs, Fritz Albert Lipmann
- Văn học - Sir Winston Leonard Spencer Churchill
- Hòa bình - George Catlett Marshall